# Только спокойствие
«Только спокойствие» (англ. Stay Cool) — американская комедия 2009 года.

## Сюжет
Прошло двадцать лет после того, как успешный писатель Генри МакКарти покинул свой родной город. Добившись всего, о чём он мечтал, Генри решает вернуться обратно. Чтобы встретить его, в аэропорт приезжают его давние друзья, которые совсем не изменились за это долгое время. Родители в восторге от того, что их сын вернулся, и все время находятся около него. Генри уже давно отвык от такого пристального внимания, поэтому ему слегка не по себе. Через некоторое время Генри приглашают на выпускной в школу, которую он когда-то закончил. Он должен выступить там с речью-напутствием для молодых выпускников. Готовясь к выступлению, писатель возвращается в воспоминания о детстве: как он играл с друзьями, как учился в школе, в которой его называли ботаником и как был безответно влюблен в красавицу Скарлет Смит. Через некоторое время, Генри встречает Скарлет и начинает понимать, что он до сих пор безумно в неё влюблен...

## В ролях
- Марк Полиш — Генри Маккарти
- Вайнона Райдер — Скарлет Смит
- Джон Крайер — Хавьер
- Джош Холлоуэй — экс-бойфренд Скарлет
- Хилари Дафф — Шаста О’Нил
- Чеви Чейз — директор Маршал
- Шон Астин — Большая девочка
- Фрэнсис Конрой — Миссис Луч
- Эшли Белл — выпускник